# Peter Clement
Peter Clement, właściwie Peter Clement Duffy (ur. 1945?) – kanadyjski pisarz, autor thrillerów medycznych. Z zawodu lekarz, długoletni pracownik, a następnie szef oddziału ratunkowego St. Mary’s Hospital w Montrealu. Obecnie dzieli czas między prywatną praktykę a twórczość literacką.
Jego powieści charakteryzujące się niezwykle wartką akcją i poruszające najważniejsze problemy etyczne współczesnej medycyny, takie jak: eksperymenty medyczne, pozyskiwanie i zastosowanie komórek macierzystych, szkodliwość roślin genetycznie modyfikowanych, stały się bestsellerami w wielu krajach, a jemu samemu zapewniły miejsce wśród innych sławnych autorów thrillerów medycznych takich jak: Robin Cook, Tess Gerritsen czy Michael Palmer.
Pisarz nie publikuje pod prawdziwym nazwiskiem (posługuje się swoim drugim imieniem jako pseudonimem), gdyż jak twierdzi, chce wyraźnie oddzielić swoją działalność lekarską od literackiej. Nie ujawnia także zbyt wielu szczegółów ze swojego życia prywatnego. Jest żonaty (jego żona również jest lekarką), ma dwóch synów.
Literatura sensacyjna i thrillery fascynowały go, jak twierdzi, od dzieciństwa, lecz pomysł spróbowania swoich sił w pisarstwie powstał dopiero w latach 90., kiedy to zaczął pisać pierwszą książkę Lethal Practice (1997), wyd. pol.: Zabójcza praktyka (2002), której bohaterem jest dr Earl Garnet, ordynator oddziału nagłych wypadków szpitala Św. Pawła w Buffalo. Postać tego lekarza występuje także w kilku następnych thrillerach. Innymi bohaterami Clementa są: dr Richard Steele, lekarz medycyny, oraz dr Kathleen Sullivan, genetyk.